# How Rastus Gets His Turkey
How Rastus Gets His Turkey er en amerikansk stumfilm fra 1910 af Theodore Wharton.

## Medvirkende
- Billy Quirk - Rastus
- Edward José - George Green
- Octavia Handworth